# 케텐

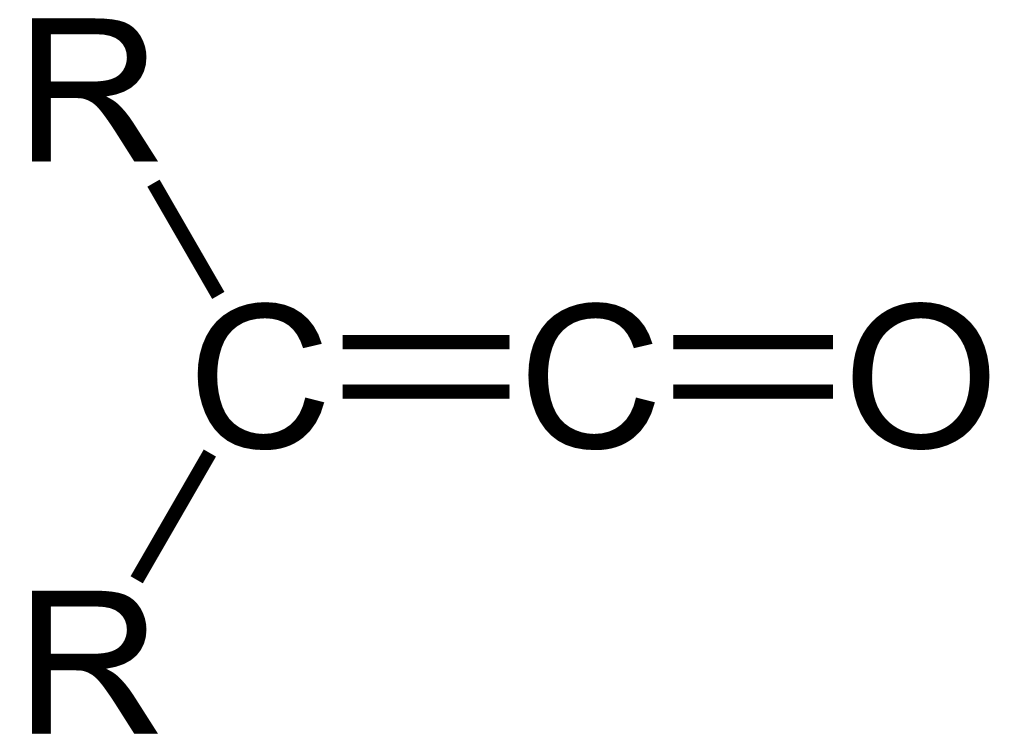
케텐의 일반적인 공식

케텐(영어: ketene)은 R'R''C=C=O 형태를 지니는 유기 화합물이다. 이 용어는 R과 R''이 수소 원자인 가장 단순한 케텐 에테논을 가리키는 용어이기도 하다.
케텐은 헤르만 슈타우딩거가 처음 연구하였다.

## 형성
케텐은 염화 수소를 잃는 E2 반응을 거쳐 아실 클로라이드로부터 만들 수 있다.:
이 반응에서 트리에틸아민은 산성을 띠는 양성자를 카보닐기 그룹으로 옮긴 것을 알 수 있다.
케텐은 울프 전위를 통해 α-diazoketone로부터 형성할 수도 있다.
페닐아세트산은 수분을 잃어서 페닐케텐(phenylketene)을 형성한다. 이는 양성자의 높은 산도 때문이다.
케텐은 아세톤을 열 분해하여 만들 수 있다.
CH3−CO−CH3 + ΔT → CH2=C=O + CH4
이러한 반응을 슈미들린 케텐 합성(Schmidlin ketene synthesis)으로 부른다.

## 같이 보기
- 이놀레이트